# Liste der Nummer-eins-Hits in Ungarn (1997)
Dies ist eine Liste der Nummer-eins-Hits in Ungarn im Jahr 1997. Sie basiert auf der Top 40 album-, DVD- és válogatáslemez-lista der Magyar Hanglemezkiadók Szövetsége (Mahasz), dem ungarischen Vertreter der International Federation of the Phonographic Industry.

## Alben
| ← 1996 ← | Liste der Nummer-eins-Hits in Ungarn | Liste der Nummer-eins-Hits in Ungarn | Liste der Nummer-eins-Hits in Ungarn | 1998 →                    |
| \| Zeitraum \| Wo. ges. \| Interpret \| Titel \| Zusätzliche Informationen \| \| (Zeitraum, Wochen auf Platz eins, Interpret, Titel, zusätzliche Informationen) \| \| \| \| \| \| ------------------------------------------------------------------------------ \| -------- \| ---------------- \| ------------------------- \| ------------------------- \| \| 2. Dezember 1996 – 26. Januar 1997 8 Wochen (insgesamt 10) \| 10 \| Hupikék törpikék \| Buli van aprajafalván! \| – \| \| 27. Januar 1997 – 9. Februar 1997 2 Wochen \| 2 \| Jamiroquai \| Travelling Without Moving \| – \| \| 10. Februar 1997 – 23. Februar 1997 2 Wochen (insgesamt 10) \| 10 \| Hupikék törpikék \| Buli van aprajafalván! \| – \| \| 24. Februar 1997 – 23. März 1997 4 Wochen (insgesamt 7) \| 7 \| (Soundtrack) \| Csinibaba \| – \| \| 24. März 1997 – 30. März 1997 1 Woche \| 1 \| Ákos \| Beavatás \| – \| \| 31. März 1997 – 20. April 1997 3 Wochen (insgesamt 7) \| 7 \| (Soundtrack) \| Csinibaba \| – \| \| 21. April 1997 – 29. Juni 1997 10 Wochen \| 10 \| Hupikék törpikék \| Törparty \| – \| \| 30. Juni 1997 – 27. Juli 1997 4 Wochen \| 4 \| The Prodigy \| The Fat of the Land \| – \| \| 28. Juli 1997 – 17. August 1997 3 Wochen \| 3 \| Brooklyn Bounce \| The Beginning \| – \| \| 18. August 1997 – 24. August 1997 1 Woche (insgesamt 6) \| 6 \| Hofi Géza \| Pusszantás mindenkinek \| – \| \| 25. August 1997 – 31. August 1997 1 Woche \| 1 \| Backstreet Boys \| Backstreet’s Back \| – \| \| 1. September 1997 – 7. September 1997 1 Woche (insgesamt 6) \| 6 \| Hofi Géza \| Pusszantás mindenkinek \| – \| \| 8. September 1997 – 14. September 1997 1 Woche \| 1 \| Tankcsapda \| Connektor 567 \| – \| \| 15. September 1997 – 12. Oktober 1997 4 Wochen (insgesamt 6) \| 6 \| Hofi Géza \| Pusszantás mindenkinek \| – \| \| 13. Oktober 1997 – 26. Oktober 1997 2 Wochen \| 2 \| Ákos \| ÚjRaMIX \| – \| \| 27. Oktober 1997 – 16. November 1997 3 Wochen \| 3 \| Locomotiv GT \| 424-es mozdonyopera \| – \| \| 17. November 1997 – 18. Januar 1998 9 Wochen \| 9 \| Hupikék törpikék \| Buli a hóban! \| – \| |                                      |                                      |                                      |                           |
| ← 1996 |                                      |                                      |                                      | → 1998 →                  |
| Zeitraum | Wo. ges.                             | Interpret                            | Titel                                | Zusätzliche Informationen |
| (Zeitraum, Wochen auf Platz eins, Interpret, Titel, zusätzliche Informationen) |                                      |                                      |                                      |                           |
| 2. Dezember 1996 – 26. Januar 1997 8 Wochen (insgesamt 10) | 10                                   | Hupikék törpikék                     | Buli van aprajafalván!               | –                         |
| 27. Januar 1997 – 9. Februar 1997 2 Wochen | 2                                    | Jamiroquai                           | Travelling Without Moving            | –                         |
| 10. Februar 1997 – 23. Februar 1997 2 Wochen (insgesamt 10) | 10                                   | Hupikék törpikék                     | Buli van aprajafalván!               | –                         |
| 24. Februar 1997 – 23. März 1997 4 Wochen (insgesamt 7) | 7                                    | (Soundtrack)                         | Csinibaba                            | –                         |
| 24. März 1997 – 30. März 1997 1 Woche | 1                                    | Ákos                                 | Beavatás                             | –                         |
| 31. März 1997 – 20. April 1997 3 Wochen (insgesamt 7) | 7                                    | (Soundtrack)                         | Csinibaba                            | –                         |
| 21. April 1997 – 29. Juni 1997 10 Wochen | 10                                   | Hupikék törpikék                     | Törparty                             | –                         |
| 30. Juni 1997 – 27. Juli 1997 4 Wochen | 4                                    | The Prodigy                          | The Fat of the Land                  | –                         |
| 28. Juli 1997 – 17. August 1997 3 Wochen | 3                                    | Brooklyn Bounce                      | The Beginning                        | –                         |
| 18. August 1997 – 24. August 1997 1 Woche (insgesamt 6) | 6                                    | Hofi Géza                            | Pusszantás mindenkinek               | –                         |
| 25. August 1997 – 31. August 1997 1 Woche | 1                                    | Backstreet Boys                      | Backstreet’s Back                    | –                         |
| 1. September 1997 – 7. September 1997 1 Woche (insgesamt 6) | 6                                    | Hofi Géza                            | Pusszantás mindenkinek               | –                         |
| 8. September 1997 – 14. September 1997 1 Woche | 1                                    | Tankcsapda                           | Connektor 567                        | –                         |
| 15. September 1997 – 12. Oktober 1997 4 Wochen (insgesamt 6) | 6                                    | Hofi Géza                            | Pusszantás mindenkinek               | –                         |
| 13. Oktober 1997 – 26. Oktober 1997 2 Wochen | 2                                    | Ákos                                 | ÚjRaMIX                              | –                         |
| 27. Oktober 1997 – 16. November 1997 3 Wochen | 3                                    | Locomotiv GT                         | 424-es mozdonyopera                  | –                         |
| 17. November 1997 – 18. Januar 1998 9 Wochen | 9                                    | Hupikék törpikék                     | Buli a hóban!                        | –                         |